# Marčelo Brajnović
Marčelo Brajnović umjetničkog nadimka Ilijah, (Rovinjsko Selo, 22. lipnja 1934.) je hrvatski slikar. 
Rođen u Rovinjskom Selu. U Zagrebu završio Školu primijenjene umjetnosti. Umjetnički je aktivan od 1953. godine. Jedan je od osnivača Umjetničke kolonije Rovinj, sudjeluje na izložbi Grupe Val di Bora u Puli. 
Kao umjetnik pokazajuje široki spektar interesa, od skulpture, crteža, slikarstva, pa do konceptualnih instalacija, preformansa i pisanja. U mladosti bio je blizak Novim tendencijama, minimalizmu, apstraktnoj slici, da bi kasnije, slijedom odlaska i djelovanja u Italiji, naglašenije djelovao u području nadrealnog. Djela su prožeta duhom postmodernizma. Najpoznatije mu je djelo instalacija Rat za Harmagedon. Umjetnički se oslovljava "veleposlanikom Veleposlanstva Kraljevstva Božjeg Golo Brdo, Rovinjsko Selo Kraljevina Hrvatska". 
Radi u Rovinjskom Selu u vlastitoj umjetničkoj rezidenciji na Golom Brdu. 
Igor Zidić, V. Bužančić i B. Cerovac ukazivali su hrvatskoj javnosti kako se premalo govori o Brajnovićevom umjetničkom djelu, iako je izlagao na brojnim izložbama u inozemstvu na kojima je dobivao nagrade (Rovinj, Milano, Pistoia, Varrena, Torino) i iako su mu djela dio stalnih postava brojnih galerija, nacionalnih i privatnih kolekcija diljem svijeta.